# Mazzo di Valtellina
Mazzo di Valtellina – miejscowość i gmina we Włoszech, w regionie Lombardia, w prowincji Sondrio.
Według danych na rok 2004 gminę zamieszkiwało 1045 osób, 69,7 os./km².